# Heyday Films
Heyday Films est une société de production britannique, fondée par le producteur David Heyman à Londres en octobre 1996.
Sa production de longs métrages a débuté avec Vorace, réalisé par Antonia Bird. La société est surtout connue pour la production de la franchise du monde des sorciers, basée sur l'univers magique de J. K. Rowling, et qui a débuté par Harry Potter à l'école des sorciers en 2001.
Son logo a été instauré avec Harry Potter et la Coupe de feu en 2005. Toutefois, la société l'a modifié avec la sortie du film Le Garçon au pyjama rayé en 2008.

## Historique
La société, liée à Warner Bros., est fondée le 10 octobre 1996 par David Heyman, qui décide que la part importante de son travail sera consacrée à l'adaptation de livres. Heyman travaille alors avec deux associées : Tanya Seghatchian, chargée du développement, et Nisha Parti, secrétaire. Fin 1996, Seghatchian se procure le manuscrit de Harry Potter à l'école des sorciers et Nisha Parti, qui le lit au début de l'année 1997, parvient à convaincre Heyman de son potentiel.

## Filmographie

### Cinéma

#### Années 1990-2000
- 1999 : Vorace (Ravenous) d'Antonia Bird
- 2001 : Harry Potter à l'école des sorciers (Harry Potter and the Philosopher's Stone) de Chris Columbus
- 2002 : Harry Potter et la Chambre des secrets (Harry Potter and the Chamber of Secrets) de Chris Columbus
- 2004 : Harry Potter et le Prisonnier d'Azkaban (Harry Potter and the Prisoner of Azkaban) d'Alfonso Cuarón
- 2005 : Harry Potter et la Coupe de feu (Harry Potter and the Goblet of Fire) de Mike Newell
- 2007 : Harry Potter et l'Ordre du Phénix (Harry Potter and the Order of the Phoenix) de David Yates
- 2007 : Je suis une légende (I am Legend) de Francis Lawrence
- 2008 : Le Garçon au pyjama rayé (The Boy in the Striped Pyjamas) de Mark Herman
- 2008 : Is Anybody There? de John Crowley
- 2008 : Yes Man de Peyton Reed
- 2009 : Harry Potter et le Prince de sang-mêlé (Harry Potter and the Half-Blood Prince) de David Yates

#### Années 2010
- 2010 : Harry Potter et les Reliques de la Mort, partie 1 (Harry Potter and the Deathly Hallows – Part 1) de David Yates
- 2011 : Harry Potter et les Reliques de la Mort, partie 2 (Harry Potter and the Deathly Hallows – Part 2) de David Yates
- 2013 : Les Miller, une famille en herbe (We're the Millers) de Rawson Marshall Thurber
- 2013 : Gravity de Alfonso Cuarón
- 2014 : Mémoires de jeunesse (Testament of Youth) de James Kent
- 2014 : Paddington de Paul King
- 2016 : Une vie entre deux océans (The Light Between Oceans) de Derek Cianfrance
- 2016 : Les Animaux fantastiques (Fantastic Beasts and Where to Find Them) de David Yates
- 2017 : Paddington 2 de Paul King
- 2018 : Les Animaux fantastiques : Les Crimes de Grindelwald (Fantastic Beasts: The Crimes of Grindelwald) de David Yates
- 2019 : Once Upon a Time… in Hollywood de Quentin Tarantino
- 2019 : Marriage Story de Noah Baumbach

#### Années 2020
- 2020 : Le Jardin secret (The Secret Garden) de Marc Munden
- 2022 : Les Animaux fantastiques : Les Secrets de Dumbledore (Fantastic Beasts: The Secrets of Dumbledore) de David Yates
- 2023 : Barbie de Greta Gerwig
- 2023 : Wonka de Paul King
- 2024 : Paddington au Pérou (Paddington in Peru) de Dougal Wilson

### Télévision

#### Téléfilms
- 2011 : Page Eight de David Hare
- 2013 : The Thirteenth Tale de James Kent
- 2014 : Turks and Caicos de David Hare
- 2014 : Salting the Battlefield de David Hare

#### Séries télévisées
- 2005-2006 : Threshold : Premier Contact (Threshold)
- 2019 : The InBetween
- depuis 2019 : The Capture
- depuis 2019 : Les Aventures de Paddington (The Adventures of Paddington)
- 2021 : Clickbait
- à partir de 2027 : Harry Potter[4]